# Romuald Wołk
Romuald Wołk (ur. 1920, zm. 16 grudnia 2011, Warszawa) – polski inżynier i projektant, dydaktyk Politechniki Warszawskiej i Łódzkiej, specjalista w dziedzinie normowania pracy, technologii budowy maszyn i organizacji produkcji.

## Życiorys
Ukończył Państwowe Gimnazjum im. T. Reytana w Warszawie (1938). W 1938 r. rozpoczął studia na Wydziale Mechanicznym Politechniki Warszawskiej. Jego edukację przerwał wybuch wojny. W latach 1940–1942 dokończył naukę w Wyższej Szkole Budowy Maszyn im. Rotwanda i Wawelberga. Po otrzymaniu dyplomu inżyniera pracował jako szef kontroli technicznej w Fabryce Motorów „Perkun” w Warszawie. Po wojnie rozpoczął pracę w Grupach Operacyjnych Resortu Gospodarki PKWN. Do jego obowiązków należało zabezpieczanie i organizowanie produkcji w odzyskanych z rąk okupanta zakładach przemysłowych. W 1947 r. podjął pracę naukową na Politechnice Łódzkiej. Równolegle pracował na stanowisku głównego inżyniera w Wytwórni Sprzętu Mechanicznego nr 4 w Łodzi (1947–1949). W latach 1949–1954 jako główny projektant technologiczny w Biurze Projektowym Przemysłu Maszynowego PROZAMET. W 1961 otrzymał tytuł doktora nauk technicznych Politechniki Łódzkiej. Tematem pracy była „Analiza kryteriów i metod opracowywania normatywów czasu”. W 1963 roku, po powrocie do Warszawy, pracował w Instytucie Pracy jako kierownik Zakładu Organizacji i Wydajności Pracy. Za osiągnięcia naukowe dotyczące normowania pracy otrzymał w tym Instytucie stanowisko docenta. Równocześnie podjął też pracę dydaktyczną w Politechnice Warszawskiej na Wydziale Mechanicznym Technologicznym. Od 1966 do 1982 r. współpracował z Instytutem Obróbki Skrawaniem w Krakowie. W 1980 r. opracował „Metodykę doboru warunków skrawania w obróbce wielonarzędziowej”. W 1972 r. rozpoczął pracę w Instytucie Organizacji Zarządzania i Doskonalenia Kadr. Zajmował się także symulacyjnym modelowaniem systemów organizacyjnych, opracował m.in. serię symulacyjnych gier kierowniczych: GRAJ-SIL, GRAPLAN, GRAFES, GRAFES-2, GRAFES-3, GRAFES-4 (gra ta dostosowana była do zasad obowiązujących w ówczesnej reformie gospodarczej), GRAEXPORT.
Od 1990 na emeryturze. Zmarł 16 grudnia 2011 w Warszawie, został pochowany na cmentarzu w Rembertowie.

## Stanowiska
- 1942 – szef kontroli technicznej w Fabryce Motorów „Perkun”, Warszawa
- po 1944 – pracownik w Grupach Operacyjnych Resortu Gospodarki PKWN
- 1947–1949 – główny inżynier w Wytwórni Sprzętu Mechanicznego nr 4 w Łodzi
- 1947–1963 – pracownik Politechniki Łódzkiej
- 1949–1954 – główny projektant technologiczny w Biurze Projektowym Przemysłu Maszynowego PROZAMET w Łodzi
- 1963 – kierownik Zakładu Organizacji i Wydajności Pracy w Instytucie Pracy, Warszawa
- 1963 – wykładowca Politechniki Warszawskiej
- 1966–1982 – pracownik Instytutu Obróbki Skrawaniem w Krakowie
- 1972 – pracownik Instytutu Organizacji Zarządzania i Doskonalenia Kadr[2][3]

## Publikacje
Publikował artykuły w takich czasopismach, jak: „Mechanik”, „Przegląd Mechaniczny”, „Ekonomika i Organizacja Pracy”.

### Pozycje książkowe
- Planowanie zużycia narzędzi, 1953
- Techniczne normowanie czasów obróbki. Cz. I. Podstawowe zasady normowania, 1960
- Techniczne normowanie czasów obróbki. Cz. II. Normowanie obróbki skrawaniem, 1961
- Normowanie czasu pracy na obrabiarkach do obróbki skrawaniem, 1967
- Wybrane zagadnienia statystyki matematycznej dla potrzeb normowania pracy, PTE Katowice, 1968[2][3]